# Maddalena (wyspa)
Maddalena – włoska wyspa na morzu Tyrreńskim u północno-wschodnich wybrzeży Sardynii. Jest największą wyspą archipelagu Arcipelago della Maddalena, którego wyspy wchodzą w skład gminy La Maddalena z siedzibą w miejscowości o takiej samej nazwie. Maddalena jest połączona z wyspą Caprera sześciusetmetrową groblą oraz niewielkimi groblami z wyspami Giardinelli i Chiesa.
Najwyższy punkt na wyspie leży 156 m n.p.m.

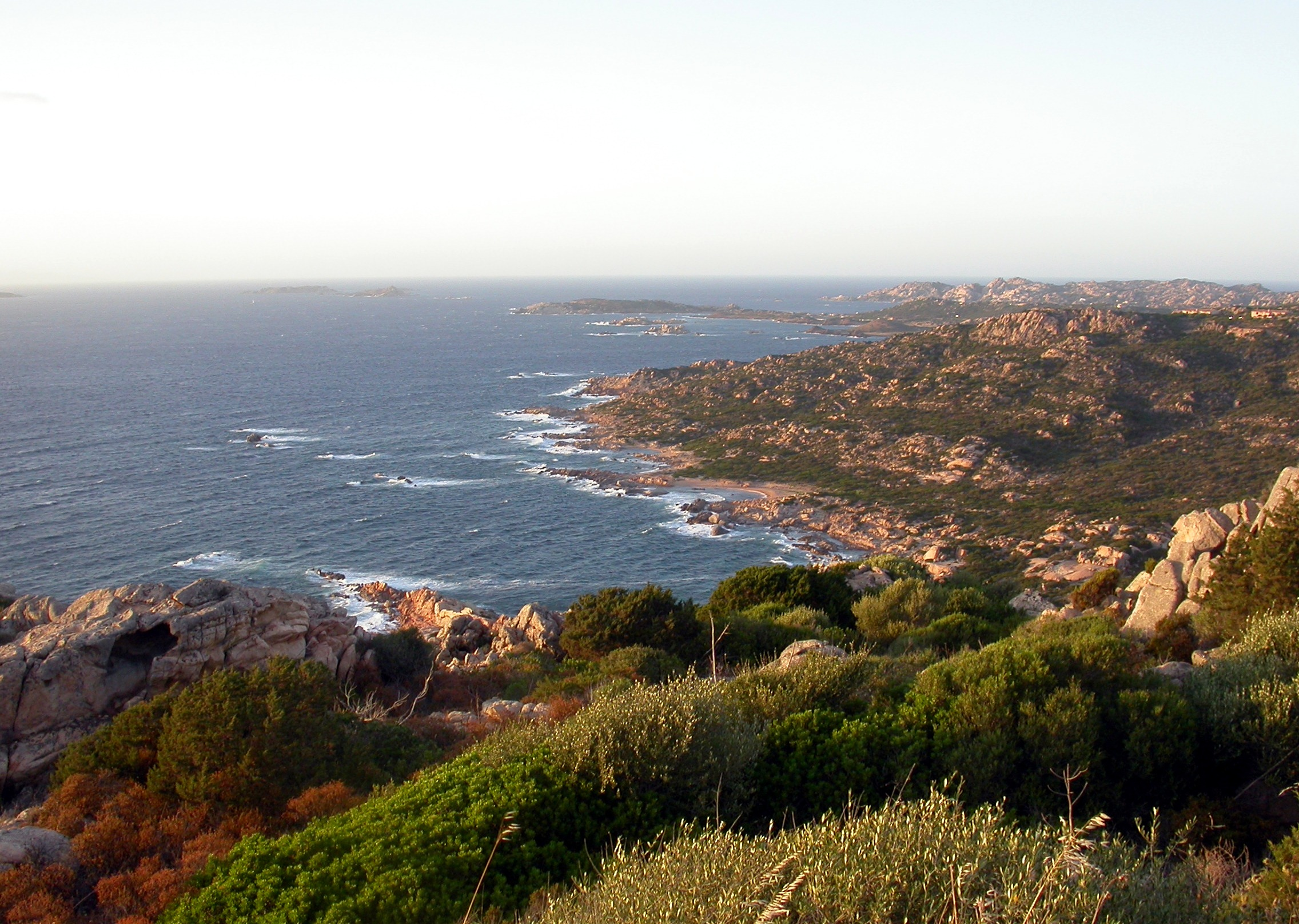
Wybrzeże wyspy
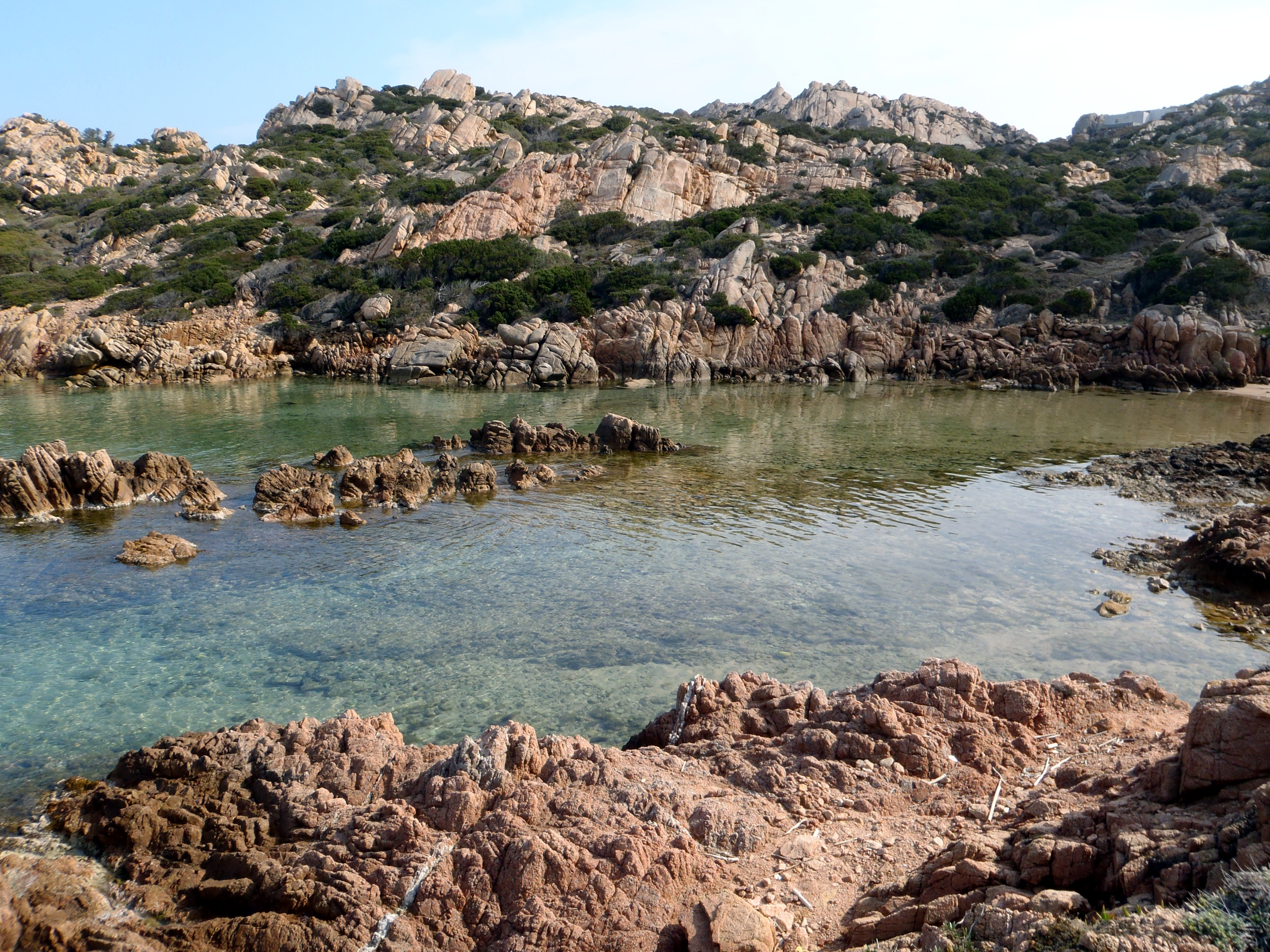
Krajobraz wyspy
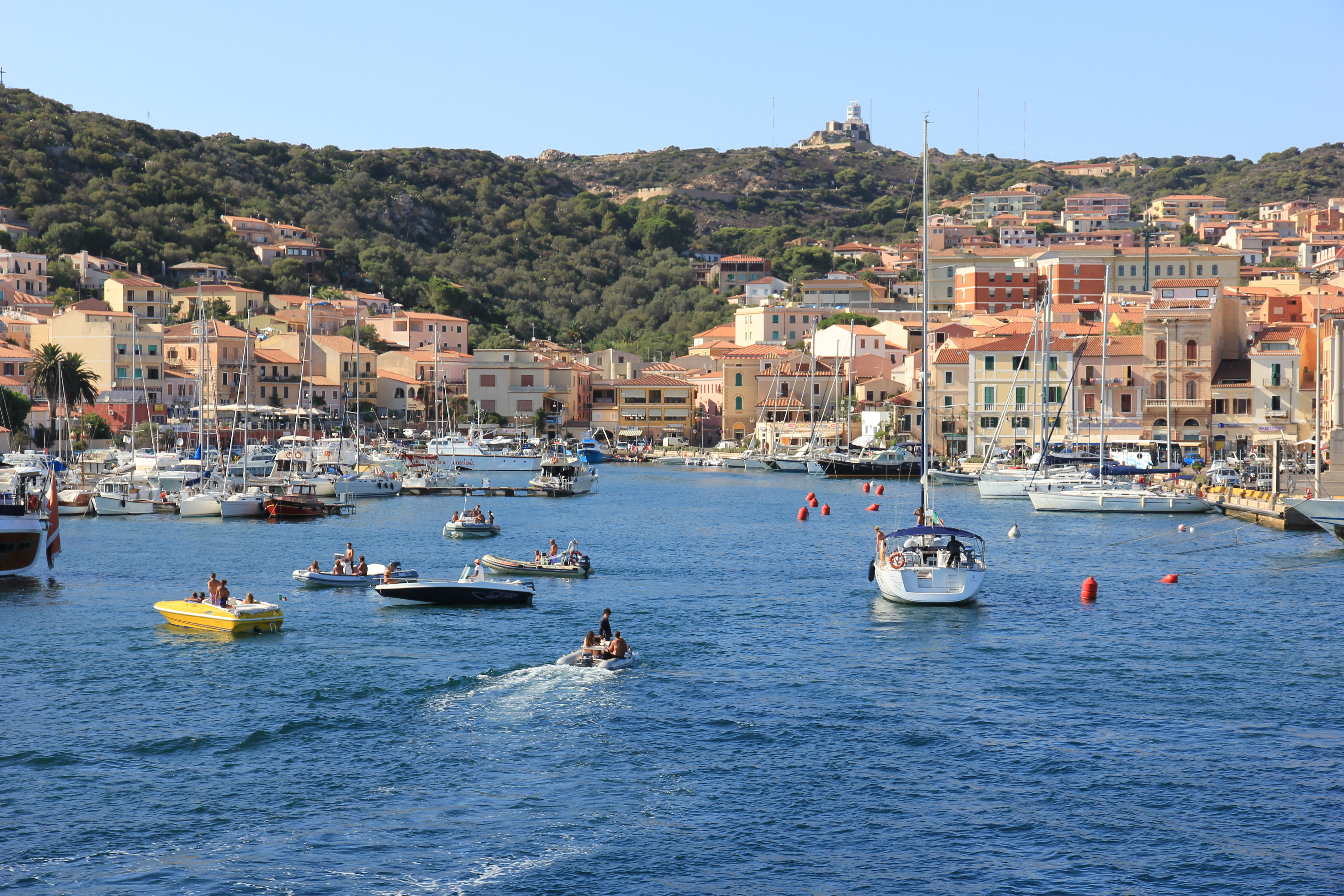
Port w La Maddalena
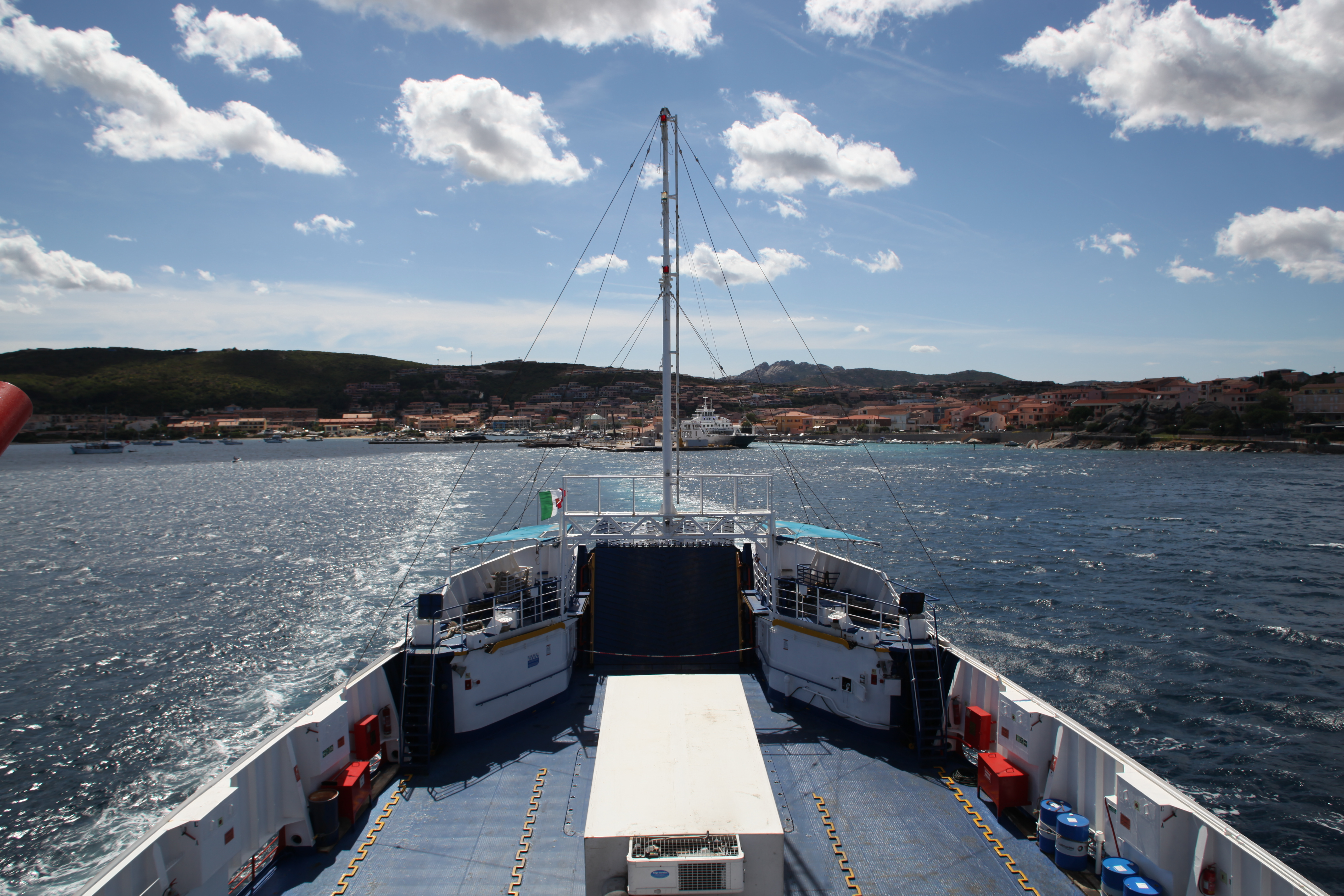
Prom pływający między wyspą a Palau